# Dororonえん魔くん メ〜ラめら
『Dororonえん魔くん メ〜ラめら』（ドロロンえんまくん メーラめら）は、永井豪の漫画『ドロロンえん魔くん』を原作とした日本のテレビアニメ作品。毎日放送などにて、2011年4月から6月まで放送された。全12話。通称『えん魔くん』『Dororonえん魔くん』。

## 概要
えん魔一行が東京の下町某所を人間界の拠点として、妖怪パトロールの仕事をこなしていくという基本的な物語は原典をベースにしているが、スピンアウト作品『どろろん艶靡ちゃん』の主役である艶靡ちゃんも登場し、えん魔一行と直接絡む人間はツトムからハルミへ変更されている。また、終盤では原典の後日談に当たる『炎魔地獄』が大胆にアレンジされる形で展開される。
時代設定は原典が連載されていたオイルショック時代の1970年代を中心とした「昭和時代」となっており、当時のギャグや世相（大阪万博やベトナム戦争など）から引用したネタが数多く盛り込まれているが、年代設定は厳密なものではなく、1970年代以外の昭和ネタも同様に盛り込まれている。米たにヨシトモが過去に監督を務めた『ナースウィッチ小麦ちゃんマジカルて』同様、多くのパロディが盛り込まれており、内容もハチャメチャなものとなっている。
また、原典のようなお色気描写もあるが、地上波での放送という関係上、いわゆる“健康的なお色気”は描かれているのに対し、それ以上に過激な描写に対しては、場面転換や豪ちゃんマークで隠すといった自主規制処理が施されている。
なお、ニコニコチャンネルで使用されるエンドカードは地上波放送版とは違い、ニコニコ静画で募集されたものである。

## 登場人物

### 妖怪パトロール
悪い妖怪を捕まえるため、地獄から派遣された妖怪たち。普段は洋海小学校の地下にある地獄別荘にいる。
えん魔（えんま）
声 - 山口勝平
本作の主人公。通称「火炎のえん魔」。閻魔大王の甥っ子で妖怪パトロール隊長。眉毛は妖怪の出現を察知する「妖怪アンテナ」、眼は透視能力。マントによる飛行能力も持つ。旧作と異なり白いタイツを着用しており、生足ではない。
炎を操る「炎魔妖術」で戦い、敵を火焔地獄送りにする時は火炎ステッキ（単2形乾電池2本内蔵）が巨大ハンマー・「閻魔槌」へ変化する。普段は火炎ステッキがなければ妖術を使えないが、天国選抜チームとの対抗戦で窮地に陥った際に真の力の一端が覚醒。ステッキ使用時とは比べものにならないほどの凄まじい炎を噴出させて人の姿はおろか理性をも失った暴走状態となり、パワーアップした羽衣姫達を一蹴した。マントはバリアにもなり、第2話の回想シーンでは鞭のように振るってもいた。暑さ（熱さ）に強い反面寒いのが大の苦手で、そうなるとなかなかコタツから出ようとしない。
妖怪を生け捕りにする任務を負いながらも、持ち前の気性の荒さと容赦のない戦い振りが相まって、結局は勢いに任せて魂だけ地獄に送り込んでしまう（要するに殺してしまう）ことがほとんど。額に着けた「焔冠（ほむらかむり）」と呼ばれる孫悟空のような金の輪冠で力を封印されており、外すと地獄界が地獄絵図になるというその力の正体は天国界と地獄界の不足していたサイコワットを百年分補えるだけの膨大な「愛」の力であり、これによって強制大殺生は撤廃された。
幼い頃は姉の艶靡を慕う穏やかな性格だったが、露出狂と化して旅に出た彼女に置いていかれたことをきっかけに、グレてしまった。“露出狂”を通り越して最早羞恥心の欠片もない現在の艶靡には、「こんな奴と姉弟なんて俺は認めない」と言い放つなど攻撃的な態度で接している。しかし、「何だかんだ言っても、えん魔は艶靡お姉ちゃんが好きなのよね」と彼女に言われた際は否定はしておらず、姉に対しては胸中複雑な模様。
雪子姫（ゆきこひめ）
声 - 能登麻美子
本作のヒロイン。 雪女族の姫君でえん魔の幼馴染。通称「雪ちゃん」。ミニスカ着物でノーパン。冷気を操る「雪子妖術」で戦い、冷気を放って相手を凍らせる、氷を刃状に変えて攻撃するなどのバリエーションのある技が使えるものの、後者の戦法に関してはコントロールに難があり、ハルミやシャッポじいにも技を当ててしまうことがあった。えん魔とは対照的に熱い（暑い）ものが苦手で、あまり長い間熱にさらされると命取りになる。
性格はお淑やかで優しいが、やや天然ボケなのが玉に瑕。ハルミとは割と仲が良く、彼女からも「雪ちゃん」と呼ばれている。地獄別荘では冷蔵庫を椅子代わりにする。えん魔の行うセクハラの主な被害者であり、仕返しに彼をボコボコにすることもしばしば。雪子姫自身もえん魔に好意を抱いているが、えん魔からの求愛に対してなかなか素直になれなかったのは、「炎と氷では上手く行かない」という諦観の念に捕らわれていたせいだった。しかし、最終話でえん魔の暴走を止めるために口移しで冷気を送り込むと同時に愛を告白し、ようやく晴れて相思相愛の仲となった。なお、天国選抜チームとの対抗戦では、閻魔大王秘蔵の宝具の力で胸部に氷でできた鎧を纏ってパワーアップし、胸からつららのミサイルを連射してけっこうハニーを圧倒する所まで善戦した。宝具の元ネタは同作者作品『マジンガーZ』のアフロダイA及びダイアナンA。
カパエル
声 - 子安武人
妖怪パトロール情報屋担当のカッパ（カエルとの混血ではなくなった模様）。旧作ではなく、漫画版準拠のシンプルな容姿をしている。
情報以外で役立ったことはなく、妖怪パトロール内での扱いも雑。また、宇宙空間に置き去りにされたりライオンに食われたり、果てはマタサ鬼に身体を裂かれて真っ二つにされるなどと、ハルミ以上に何かと不遇な扱いを受けることも多い。
天国選抜チームとの対抗戦では、閻魔大王秘蔵の宝具の力で顔と手はそのままに八頭身のマッチョな姿に変化して一時はスサノジョオーを圧倒した。その姿の元ネタは同作者作品の1つ『アイアンマッスル』に登場した主役ロボ・アイアンマッスル。
シャッポじい
声 - 稲葉実
えん魔くんの帽子で妖怪パトロールのお目付け役。地獄の生き字引。先っぽの部分にモザイクがかかっていることがある。
ジャンボマシンジャー
妖怪別荘の地下に隠されていた、超合金100年分よりかっこいいポリプロピレン製の巨大ロボ。地獄別荘は実はジャンボマシンジャーの頭であり、閻魔大王から渡された水洗トイレのレバー型の鍵で起動する。空は飛べず、足には転倒防止用の砂袋が詰まっているため、転がり走行しかできない。ロケットパンチを飛ばせるスプリング内蔵の腕は、別売の『ひみつ兵器セット』が必要。艶靡の乗るビッグシューター型マシンから射出する強化武器はそのままジャンボマシンジャーの腕に装着できるものの、外れやすいために辺り一面を火の海にするほどの甚大な被害をもたらした。
元ネタはポピー（現・プレックス）から発売されていた玩具『ジャンボマシンダー』より。

### 中心人物
不動ハルミ（ふどうハルミ）
声 - 川澄綾子
ミニスカートにオカッパ髪の女の子。小学生。えん魔一行と出会ってから妖怪の騒動に巻き込まれるようになる。この物語の語り手であり、主にツッコミを担当。えん魔のせいで不遇な目に遭わされることもあるが、第4話で「えん魔くんは私のヒーローで王子様」と言うなど、えん魔に対して好意を抱いている。

### その他の妖怪
艶靡（えんぴ）
声 - 宍戸留美
仮面にもなっている帽子にマント、手袋、ブーツ以外はほとんど全裸の美少女。主な一人称は「艶靡ちゃん」で、舌足らずの猫撫で声で話す。帽子が脱げると人格が変わり、非常に攻撃的となる。先端がハート型のステッキを所持しており、そこから出るガスを吸った者は誰彼構わずメロメロになってしまう。他には第10話で「変身化けバケツ」というアイテムを使い、ハルミに化けるという芸当をやってのけた。
艶靡自身についてはえん魔や雪子姫のような目立った特殊能力はこれといって無く（えん魔と同じく飛行能力は持っている）、戦闘方法は武器に頼った直接攻撃が主体。天国選抜チームとの対抗戦では、閻魔大王秘蔵の宝具の力で「銅磨陣内（どうま・じんない）」という刀を得てマークと戦った。宝具の元ネタは同作者作品の1つ『黒の獅士』に登場した同名の武芸者。
正体はえん魔の実の姉で、雪子姫とは幼馴染。えん魔の額の焔冠は、元々は艶靡の溢れすぎる愛を抑え込むために作られた物で、昔は艶靡の腰に着けられていた。その頃はお淑やかで優しい性格で、普通に服も着ていたが、焔冠がえん魔の額に着けられてからは露出狂となってしまった。常識的に考えれば恥ずかしいことこの上無い風貌ではあるものの（弟のえん魔からしてみれば特に）、艶靡本人は服を着ることが恥ずかしくて仕方ないと思っている。
劇中では公害だらけの人間界をエッチで楽しい世界にしようと目論み、暗躍している。しかし大抵の場合はグルになっている妖怪の被害に遭うことが多く、最終的には激昂してその妖怪を無意識に倒してしまうことがしばしば。えん魔たち妖怪パトロールの面々とは敵対していたが、物語終盤では強制大殺生を阻止するという利害の一致から彼らと共闘する。しかし、対抗戦後に任務を終えて地獄へ帰還するえん魔たちには同行していなかった。
シャッポばあ
声 - 伊藤舞子
艶靡の帽子になっている、200年前に別れたシャッポじいの元女房。艶靡に子守唄を歌い続け、彼女の怒りを静めている。
閻魔大王（えんまだいおう）
声 - 若本規夫
地獄界の長。えん魔を溺愛してはいるものの、彼が地獄で暴れたため、厄介払いに妖怪パトロール隊長として人間界へ送った。巨体で地獄に威厳を響かせているが、台詞の最後はオカマ口調となる。
サイコワット不足解消のため、天使界と結託して人間40億人分をあの世行きにする「強制大殺生」を発令しようとするが、妖怪パトロールの異議申し立てにより天国との対抗戦を決定する。
ダラキュラ
声 - 梅津秀行
先代妖怪パトロール。しかし、えん魔一行が人間界へ来た際にはヘビ壷から賄賂を受け取る小間使いになっていた。第2話に登場したほか、各話でモブキャラクターとして出演。最終回では地獄チームと天国チームの対戦の実況アナウンサーを担当した。
妖怪博士（ようかいはかせ）
第4話以降にシャッポじいの話の中で出てくる物知り妖怪。作中では画面内の丸い囲みの中に映る顔として登場。シャッポじいの語る妖怪の知識は、大抵彼からの受け売りである。
最終回での地獄チームと天国チームの対戦の解説役は、彼の絵が描かれた立て看板だった。
面食い（めんくい）
声 - 石丸博也
人間の顔をなめ取り、生きたまま自分の背中へ奪う妖怪。『デビルマン』に登場したジンメンにも似た能力であるが、えん魔はハルミや他の人間の顔が背中にあっても全く躊躇することなく面食いを殺した（結果的に、顔を奪われた人間は助かった）。第1話に登場。
イカ妖怪
声 - 伊藤健太郎
ブームに乗って人間界へ暴れにきた巨大イカの妖怪。自分のことを紙芝居で解説する。第2話に登場。
しびれ柳（しびれやなぎ）
声 - 芝原チヤコ
電気で攻撃するヤナギの妖怪。人間界へ来たえん魔の最初の相手となり、ヘビ壺と同時に倒された。第2話に登場。
ヘビ壷（ヘビつぼ）
声 - 飯塚昭三
大きな壷の形の体に無数のヘビを入れている妖怪。えん魔が人間界へ来て最初に倒した。第2話に登場。
子鬼（コオニ）
地獄の鬼ヶ島でえん魔に喧嘩を売ってきては呆気なく返り討ちに遭った鬼達。えん魔が閻魔大王に呼び出されたと聞いて怒られるよう囃し立てたため、逆上したえん魔に放送上不適切な半殺しにされた。第2話に登場。
怒黒（ドクロ）
声 - 家弓家正
死神の姿をした大妖怪。地獄界では無冠の帝王として恐れられている。黒い息を吸った者はドクロの痣が現れて凶暴になり、3日後にはエサに最適な身体となってしまう。あまりにもえん魔たちの用意が遅いために本編ではまともな登場のないままエンディングになってしまい、後に痺れを切らして正体を現したものの、えん魔に呆気なく倒されてしまう。第3話に登場。
百手（ひゃくて）
声 - 三ツ矢雄二
別名妖怪彫刻家。頭から生えた手は茹でたものを自由に変えることができ、人間を妖怪彫刻の材料にしようとした。第4話に登場。最終的にえん魔によって猫夢と同時に倒された。
猫夢（ねこむ）
声 - 日髙のり子
黒猫の姿に化けて相手の夢に入り込み悪さをする妖怪。百手と手を組んで妖怪彫刻にする人間を眠らせ、運んでいた。尻尾が弱点。第4話に登場。最終的にえん魔によって百手と同時に倒された。
ハチの巣入道（ハチのすにゅうどう）
声 - 大塚芳忠
頭が蜂の巣になっている自称紳士の妖怪。手下の蜂に人間の脳みそを吸い取らせて猿以下にさせようと目論むが、雪子姫に倒される。第5話に登場。
ふくらし子（ふくらしこ）
声 - 檜山修之
語呂五郎（ごろ ごろう）を名乗って転校してきた巨漢の妖怪。スマートな人間が大嫌いで、人間に抱きついてゴロゴロに膨らませ、また膨らませた人間に触った者も膨らませてしまう。全世界をゴロゴロにしてしまうが、月でえん魔たちに倒される。第6話に登場。
すってん童子（すってんどうじ）
声 - 石田彰
すってん妖術でなんでもかんでもスッテンコロリンさせる鬼の妖怪で、世界中の人間や動物を転ばせて這わせるようにした。
えん魔たちとは幼馴染だが、すっかり忘れられていた。自称艶靡の許婚で、地獄で結婚式を挙げるために彼女を迎えに来たついでに、えん魔の額の焔冠を結婚指輪代わりに奪おうとしていた。極度の短足のため、コートを着て隠している。幼馴染のよしみで見逃してもらえたものの、バナナの皮で足を滑らせたえん魔に倒されてしまった。第7話に登場。悪しき妖怪たちの中では珍しく、ボイスエフェクトが掛かっていない妖怪の一人。
けっとば〜し
声 - 岩田光央
地獄番外地最強の番外四天王（ただし、地獄番外地の住人は彼ら4匹のみである）。頭から足が生えた妖怪で、頭の足で相手を蹴っ飛ばす。足の間には3本目のツノがある。
四天王は艶靡が呼び寄せたが、本人たちは話を最後まで聞かず、人間界を未曾有の恐怖に陥れるためにまず妖怪パトロールを狙った。
マタサ鬼（マタサキ）
声 - 梅津秀行
番外四天王。頭から生えた触手で相手の両足をつかみ股を裂く。
なだれ小僧
声 - 中村大樹
番外四天王。雪玉のような妖怪で、口から冷気を吐く。雪子姫とは親戚同士で、昔から雪子姫のことが好きだった。
出た妖（でたよう）
声 - 加藤精三
番外四天王最強最後の1人（自称）。頭にはグー・チョキ・パーの3つの拳が付いている。四天王の他の3匹が倒された後、満を持して出現。しかし登場時にはすでにみんな帰っていた為、自身も帰ってしまった。
炎天狗（えんてんぐ）
声 - 大塚周夫
悪事を働かず人間からも崇められている大妖怪だが、艶靡と内通していたエビ天狗・イカ天狗・トコロ天狗に騙されて妖怪パトロールを襲う。
自分が騙されたことに気付いた後に魔獣ギルギルガンボングランゲンピグドラゴノロンザウルスが現れたため、最終的に寒天狗と合体して超天狗となる。
善良な妖怪であるため、声にエフェクトが掛けられていない。
寒天狗（かんてんぐ）
声 - 銀河万丈
雪女族の守り神にして炎天狗と共に天狗族を治めている大妖怪。雪子姫に呼ばれて現れた。
魔獣ギルギルガンボングランゲンピグドラゴノロンザウルスが現れると、炎天狗と合体して超天狗となる。
善良な妖怪であるため、炎天狗同様に声にエフェクトが掛けられていない。
超天狗（ちょうてんぐ）
声 - 大塚周夫・銀河万丈
炎天狗と寒天狗がテングクロスで合体変身した巨大ロボットのような姿。
魔獣ギルギルガンボングランゲンピグドラゴノロンザウルスとの対決を繰り広げた後、最終的に魔獣を次元の彼方へと道連れにするが、その際に内通者のエビ天狗・イカ天狗・トコロ天狗の始末を妖怪パトロールに託した。
シャッポじいいわく、「戻ってくるまで数千年はかかる」とのこと。
声は炎天狗と寒天狗が掛け合いで喋っており、エコーが掛かっている。
元ネタは『マジンガーZ』の敵・あしゅら男爵および『勇者王ガオガイガー』に登場した超竜神。
ギルギルガンボングランゲンピグドラゴノロンザウルス
地獄別荘の自家発電の封印が破られると現れるという、「生きたブラックホール」と評される暗黒次元超破壊魔獣。あまりにも長い名前のため、作中で正しく呼ばれることはほとんどない。地獄別荘に封印されていたのはこれの髭であり髭だけで地獄別荘の1万年分の電力をまかなえるが、封印を破ると別の異次元を住処にしている本体が呼び寄せられ、それによって発生するビッグバンで数億の星が一瞬にして飲み込まれるとされている。
名称は東映まんがまつり作品の敵、『グレートマジンガー対ゲッターロボ』のギルギルガン、『グレートマジンガー対ゲッターロボG 空中大激突』のボング、グランゲン、ピクドロン、『グレンダイザー ゲッターロボG グレートマジンガー 決戦! 大海獣』のドラゴノザウルスの名前を組み合わせたもの。
エビ天狗
声 - 中村大樹
天狗族の1人。鼻が海老の尻尾になっている。赤の下駄マシンに乗る。天狗族の頂点に立とうと艶靡と内通し、妖怪パトロールと炎天狗を刺し違えさせようと企んだ。
イカ天狗
声 - 子安武人
天狗族の1人。頭部がイカになっている。青の下駄マシンに乗る。
トコロ天狗
声 - 梅津秀行
天狗族の1人。髪型がところてんのようになっている。黄色の下駄マシンに乗る。
下駄マシン
1/1スケールの地獄界のプラモデルで、3人の天狗が乗り込んだ3体の下駄型マシン。下駄1、下駄2、下駄3という3形態の巨大ロボに合体できるが、各々がどの形態に合体するかで揉め、合体する前に自爆。エビ天狗、イカ天狗、トコロ天狗の3人も断末魔と共に散った。
元ネタはゲッターロボで、名前の元ネタはその戦闘機形態「ゲットマシン」から。
えん魔の両親
声 - 野沢雅子（父） / 坂井寿美江（母）
焔冠でえん魔の力を再び封印した時にイメージとして出現した。
雪子ヒゲ
最終回のラストで艶靡と一緒に登場した、『どろろん艶靡ちゃん』からの客演。
カパコ
彼女も最終回のラストで艶靡と一緒に登場した、『どろろん艶靡ちゃん』からの客演。

### 天国界
マーク・エンゼル、羽衣姫、ミカエル（スサノジョオーの本体）は『炎魔地獄』に登場したキャラクターがモデル。
マーク・エンゼル
声 - 三木眞一郎
艶靡の夢の中に現れた謎の天使。金髪碧眼の美しい容貌を持ち、英語混じりの妙な口調で話す。艶靡からは「マーくん」と呼ばれている。
正体は人間界を脅かすために天国から派遣されたエージェント。自分の助言に従えばこの世をエッチで楽しい世界に変えられると艶靡を唆し、妖怪達を人間界で暴れさせるようにしたり、焔冠の封印を解かせるようにしたりと、長きに亘って暗躍し続けていた。
見た目は優男風の天使だが、天国選抜チームに選ばれるだけの戦闘能力を持ち合わせており、「雷（いかづち）よ、在れ!」の一言で雷を自在に召喚する能力を持つ。この言葉は同作者の作品「デビルマン」のアニメ編最終回に登場する「妖獣ゴッド」の言葉である。艶靡との対戦では“サンダーカイザー”へパワーアップした。強化形態の元ネタは「獣神ライガー」の通常形態あるいは前期のファイヤーライガー。
弁天様
声 - 井上喜久子
一見美しい女性の神様に見えるが、実はオカマ。死んだ人間の魂である天国と地獄を支えるエネルギー・“サイコワット”不足を確保するため、悪しき妖怪を裏で操っていた黒幕。更に閻魔大王と結託し、大勢の人間の命を奪う「強制大殺生」を行おうとする。閻魔大王とは男女の関係ならぬ「オカマの関係」。
羽衣姫（はごろもひめ）
声 - 井上喜久子
弁天の姪っ子。えん魔や雪子姫と同い年くらいの少女。その名の通り全裸の体に薄い羽衣だけを纏っている。強気かつ勝気な性格。
「閻魔大王の甥っ子が凄い能力を隠し持っている」という噂の真相を確かめるため、えん魔の元へ現れて彼と一戦交える。植物（パイナップル・百合・とうもろこしなど）を使った技を得意とし、可愛らしい外見に似合わず高い戦闘能力の持ち主で、えん魔と互角以上の戦いを繰り広げた。
えん魔との対戦ではグラマーな“バイオレンスクイーン”にパワーアップした。強化形態の元ネタは同作者作品「バイオレンスジャック」の主人公から。
けっこうハニー
声 - 川澄綾子
天国選抜チームのひとりで、覆面をかぶった女性戦士。武器は右腕の鉄の爪。「けっこうフラッシュ」で姿を変えることができる。
元ネタは『けっこう仮面』＋『キューティーハニー』。
スサノジョオー
声 - 穴戸留美
天国選抜チームのひとりで筋肉質なグラマー美女。頭の中にいる本体はオレンジの蛙の姿をしている。
元ネタは『凄ノ王』。
貧乏神
声 - 能登麻美子
天国選抜チームのひとりで、乞食のような姿をした幼い少年。体は不潔でとんでもなく臭い。
元ネタは『オモライくん』。
その他の神々、天使
『イヤハヤ南友』など、他の永井作品のキャラクターが紛れ込んでいる。

### その他の人物
スポコン、ガリベン、レンコンマン、ちぃ子先生は、漫画版にも1話だけゲスト出演した、永井豪の連作短編『なんでもちイ子』の、間身井兄弟は永井豪原作の漫画『あにまるケダマン』の登場人物である。
ツトム
声 - 宍戸留美
レッツゴー4匹の1人で、ハルミのクラスメイト。旧作ではえん魔の親友で出番も多かったが、本作ではハルミにその座を譲ったため非常に影が薄い。
スポコン
声 - 中村大樹
レッツゴー4匹の1人。体力派で、着ている服はつぎはぎだらけ。
ガリベン
声 - 伊藤舞子
レッツゴー4匹の1人。眼鏡をかけた知性派。
レンコンマン
声 - 梅津秀行
レッツゴー4匹の1人。オカマ系。
トバッチリ先生
声 - 中村大樹
ハルミ達の担任の先生。名前の通り毎回のように妖怪に襲われてとばっちりを受けるが、「これは夢です!」と現実逃避をして気絶してしまう。
ちィ子先生（ちィこせんせい）
声 - 井上喜久子
第3話から登場。保健体育の先生。優しい上にナイスボディの持ち主で、屋敷に何人もの侍女を召し抱えているほどのお嬢様。普段は優しくも厳しく生徒から慕われているが、怒黒の黒い息を吸った際には凶暴化した。
間身井（マミィ）
声 - 伊藤舞子
『間身井薬局』の息子で、全身包帯で関西弁を喋る少年。よくモブで登場する。
間身井の姉
『間身井薬局』の娘で、サンダル以外は全裸。彼女もよくモブで登場する。
俵 転太郎（たわら ころたろう）
声 - 中村大樹
男性ニュースキャスター。妖怪の起こした異常現象を報道する。
転田 シャーミン（ころた シャーミン）
声 - 伊藤舞子
女性ニュースキャスター。妖怪の起こした異常現象を報道する。

## スタッフ
- 原作 - 永井豪「ドロロンえん魔くん」
- 監督・シリーズ構成 - 米たにヨシトモ
- キャラクターデザイン・総作画監督 - 木村貴宏
- エフェクト作画監督 - 才木康寛
- 美術監督 - 中村隆
- 色彩設計 - 伊東さき子
- 撮影監督 - 舘信一郎
- 編集 - 池田康隆
- 音楽 - 鈴木慶一、ムーンライダーズ
- 音楽制作 - スターチャイルドレコード
- 音響監督 - 高寺たけし
- プロデューサー - 池田慎一、永井一巨、南喜長、丸山博雄
- アニメーションプロデューサー - 木川田清一
- アニメーション製作 - ブレインズ・ベース
- 製作 - 天地協定、毎日放送

## 主題歌
TBS系アニメにおける主題歌をキングレコード（スターチャイルド）が担当するのは、TBS製作『電波女と青春男』と共に『RAVE』以来9年ぶりとなる。
オープニングテーマ
「魂メラめら一兆℃!」
作詞 - 米たにヨシトモ / 作曲 - 鈴木慶一 / 編曲 - 鈴木慶一とムーンライダーズ / 歌 - 遠藤正明とムーンライダーズ
エンディングテーマ
「みんなくたばるサァサァサァ」
作詞 - 米たにヨシトモ / 作曲 - 鈴木慶一 / 編曲 - 鈴木慶一とムーンライダーズ / 歌 - ムーンライダーズ feat.yoko
エンディング挿入歌
「時代」（第3話、挿入歌：第11話）
作詞・作曲 - 中島みゆき / 歌 - 雪子姫&ハルミ（能登麻美子&川澄綾子）
「また逢う日まで」（第12話）
作詞 - 阿久悠 / 作曲 - 筒美京平 / 歌 - 雪子姫&ハルミ（能登麻美子&川澄綾子）
挿入歌
「ふりむかないで」（第1話）
作詞 - 池田友彦 / 作曲 - 小林亜星 / 歌 - ハルミ（川澄綾子）、ポカスカジャン
「老人と子供のポルカ」（第1、3、8、11話）
作詞・作曲 - 早川博二 / 歌 - 雪子姫&ハルミ（能登麻美子&川澄綾子）
「学生街の喫茶店」（第3話）
作詞 - 山上路夫 / 作曲 - すぎやまこういち / 歌 - ちィ子先生（井上喜久子）
「えん魔のほんとにほんとにご苦労さん」（第4、7、9話）
作詞 - 野村俊夫 / 補作詞 - 米たにヨシトモ / 作曲 - 倉若晴生 / 歌 - えん魔&カパエル&シャッポじい（山口勝平&子安武人&稲葉実）
「ふれあい」（第4、6、7話）
作詞 - 山川啓介 / 作曲 - いずみたく / 歌 - カパエル（子安武人）
「青い果実」（第5、7、8話）
作詞 - 千家和也 / 作曲 - 都倉俊一 / 歌 - 艶靡ちゃん（宍戸留美）
「ハチのムサシは死んだのさ」（第5話）
作詞 - 内田良平 / 作曲 - 平田隆夫 / 歌 - 艶靡ちゃん（宍戸留美）
「燃えろいい女」（第8、9話）
作詞・作曲 - 世良公則 / 歌 - えん魔（山口勝平）
このほか、著作権が切れているためクレジット表記が不要な「どんぐりころころ」も第6、7話で使用されている。

## 各話リスト
| 話数   | サブタイトル                                     | 脚本           | 絵コンテ       | 演出                  | 作画監督                          |
| ------ | ------------------------------------------------ | -------------- | -------------- | --------------------- | --------------------------------- |
| 一炎   | 昭和だ!えん魔だ!妖怪集合!                        | 米たにヨシトモ | 米たにヨシトモ | 原田奈奈              | 近藤源一郎                        |
| 二炎   | 右も左も妖怪だらけじゃ〜ござんせんか             | 米たにヨシトモ | 後藤圭二       | 原田奈奈              | 中野圭哉                          |
| 三炎   | 大きいコトはイイことか?                          | 米たにヨシトモ | 石踊宏         | 石踊宏                | 西田亜沙子                        |
| 四炎   | あんた あの子の夢なのさ                          | 北嶋博明       | 奥野浩行       | 奥野浩行              | 山本佐和子                        |
| 五炎   | 女だらけの大ハチの巣大会!シャッポじいもおるかも? | 北嶋博明       | 金子晋吾       | 石踊宏                | 丸山修二                          |
| 六炎   | あっと驚くゴロゴロ〜                             | 北嶋博明       | 二瓶勇一       | 原田奈奈              | 田頭真理恵                        |
| 七炎   | のんびり這おうよ、おいらたち                     | 北嶋博明       | 石踊宏         | 石踊宏                | 奥野浩行 山本佐和子               |
| 八炎   | およ妖!じっと我慢のコであった                    | 北嶋博明       | 佐山聖子       | 原田奈奈              | 松本好弘 田中ちゆき               |
| 九炎   | ホッカホカだよ天狗さん                           | 北嶋博明       | 二瓶勇一       | 佐々木奈々子 越田知明 | 工藤裕加                          |
| 十炎   | 止めてくれるな、天狗さん                         | 北嶋博明       | 米たにヨシトモ | 石踊宏                | 田頭真理恵 才木康寛（メカニック） |
| 十一炎 | あたしには関わりのないことでござんす             | 米たにヨシトモ | 佐山聖子       | 原田奈奈              | 清水明日香                        |
| 最終炎 | 股合う日まで                                     | 米たにヨシトモ | 米たにヨシトモ | 米たにヨシトモ        | 木村貴宏 近藤源一郎 田頭真理恵    |

## 放送局
| 放送地域   | 放送局             | 放送期間                | 放送日時                     | 放送系列       | 備考             |
| ---------- | ------------------ | ----------------------- | ---------------------------- | -------------- | ---------------- |
| 近畿広域圏 | 毎日放送           | 2011年4月8日 - 6月24日  | 金曜 2:10 - 2:40（木曜深夜） | TBS系列        | 製作局           |
| 関東広域圏 | TBSテレビ          | 2011年4月9日 - 6月25日  | 土曜 2:25 - 2:55（金曜深夜） | TBS系列        |                  |
| 愛知県     | テレビ愛知         | 2011年4月13日 - 6月29日 | 水曜 1:30 - 2:00（火曜深夜） | テレビ東京系列 |                  |
| 日本全域   | AT-X               | 2011年4月13日 - 6月29日 | 水曜 11:00 - 11:30           | CS放送         | リピート放送あり |
| 福岡県     | TVQ九州放送        | 2011年4月15日 - 7月1日  | 金曜 2:53 - 3:23（木曜深夜） | テレビ東京系列 |                  |
| 日本全域   | ニコニコチャンネル | 2011年4月17日 - 7月3日  | 日曜 23:30更新               | ネット配信     |                  |
| 日本全域   | バンダイチャンネル | 2011年4月25日 - 7月11日 | 月曜 12:00更新               | ネット配信     |                  |

地上波では関西・関東地区がTBS系列、愛知県・福岡県がテレビ東京系列と、地域別に系列が異なるネット体制である。そのためか、テレビ愛知ではクレジットタイトルに表示される「毎日放送」を、豪ちゃんマークで隠して放送した。
第7話以降は次番組『輪るピングドラム』の番宣放送のため、同番組をネットしないTVQ九州放送を除く地上波各局では提供クレジットが廃止されている。

## BD / DVD
| 巻数 | 発売日         | 収録話         | 規格品番   |
| ---- | -------------- | -------------- | ---------- |
| 1    | 2011年6月22日  | 第1話 - 第4話  | KIXA-90128 |
| 2    | 2011年8月24日  | 第5話 - 第8話  | KIXA-90129 |
| 3    | 2011年10月26日 | 第9話 - 第12話 | KIXA-90130 |

| 巻数 | 発売日         | 収録話         | 規格品番  |
| ---- | -------------- | -------------- | --------- |
| 1    | 2011年6月22日  | 第1話、第2話   | KIBA-1866 |
| 2    | 2011年7月27日  | 第3話、第4話   | KIBA-1867 |
| 3    | 2011年8月24日  | 第5話、第6話   | KIBA-1868 |
| 4    | 2011年9月21日  | 第7話、第8話   | KIBA-1869 |
| 5    | 2011年10月26日 | 第9話、第10話  | KIBA-1870 |
| 6    | 2011年11月23日 | 第11話、第12話 | KIBA-1871 |

## パチンコ・パチスロ
- パチンコ - CR Dororonえん魔くん メ～ラめら（2013年、奥村遊機）
- パチスロ - パチスロDororonえん魔くん メ～ラめら（2014年、KPE）

## 舞台化作品
「超演劇ステージ! Dororonえん魔くん メ〜ラめら」のタイトルで舞台化され、2021年12月19日から2022年1月10日まで東京ドームシティホールにて、2022年1月17日から2月8日までCOOL JAPAN PARK OSAKA WWホールにて上演された。今回も前回と同じくジャパンアクションエンタープライズ所属の俳優が総出演した。えん魔役を務めたのは寺本翔悟である。声の出演として東慶介がシャッポじいを務めている。
- 出演 - 寺本翔悟、宮川連、中田裕士、井口尚哉、神前元、下園愛弓、竹内康博、伊藤茂騎、蔦宗正人、大塚優希、菅野充、尾野透雅、糠信圭佑、川合立統、坂梨由芽、岡田和也、天野レイチェル、橋本仰未、杉森功明、五十嵐睦美、神尾直子、藤田洋平、向田翼、佐藤義夫、酒井和真、佐々木駿也、松原凛、渡辺淳、奈良充樹、鈴木翔流、村上歩夢、川島翔太郎、菅野聖、小泉丞、菅野慶太、石黒鉄二、白崎誠也、高橋光、今井靖彦、伊藤俊、小笠原竜哉、米岡孝弘、中野高志、富永研司、北野瑠那、横山一敏、五味涼子、久田悠貴、東慶介（声の出演）、榮桃太郎、杉森菜摘、塚越靖誠、鍛治洸太朗、清水麟太郎、三上真司、岡田ひかる、林本奈々、石井靖見、縄田雄哉、高田将司